# Bahnhof Berlin-Hermsdorf
Der Bahnhof Berlin-Hermsdorf ist ein Bahnhof der Berliner S-Bahn an der Nordbahn. Er liegt im Zentrum des Ortsteils Hermsdorf (Bezirk Reinickendorf). Der nächste Bahnhof nördlich ist Frohnau, der folgende Bahnhof in Richtung Süden ist Waidmannslust.
Der Bahnhof hat an beiden Enden einen Zugang, jeweils in Form einer Fußgängerunterführung mit beidseitigen Eingängen. Der nordöstliche Eingang ist der Haupteingang mit dem Empfangsgebäude. Dieses liegt am Bahnhofplatz, hier befinden sich Bushaltestellen, Fahrradabstellplätze, ein Taxiplatz sowie in unmittelbarer Nähe ein P&R-Parkplatz. Ein weiterer P&R-Parkplatz ist auf der ehemaligen Trasse der Fernbahngleise eingerichtet. Der nordwestliche Ausgang führt auf den Max-Beckmann-Platz, der südwestliche auf den Fellbacher Platz. Beide Plätze liegen an der Heinsestraße, der Einkaufsstraße des Ortsteils Hermsdorf. Die südliche Fußgängerunterführung mündet im Osten in die Glienicker Straße. Zwei Aufzüge im nördlichen Fußgängertunnel ermöglichen den barrierefreien Zugang zum Bahnsteig.

## Geschichte
Der Bahnhof wurde am 10. Juli 1877 unter dem Namen Hermsdorf (Mark) als ebenerdige Haltestelle der Nordbahn eröffnet. Zunächst befuhren nur Fernzüge die eingleisige Strecke. Am 1. Oktober 1891 wurde der Abschnitt Berlin – Oranienburg, an dem Hermsdorf lag, in den Geltungsbereich des Berliner Vororttarifs einbezogen. Im gleichen Jahr erhielt besagter Abschnitt auch das zweite Gleis. Einzelne Fernzüge hielten nach 1891 weiterhin in Hermsdorf. Die zunehmende Belegung der Strecke durch die langsameren Vorortzüge erwies sich auf Dauer als Hindernis für den gemeinsamen Betrieb von Fern-, Güter- und Vorortzügen. Da die meisten Vorortzüge in Hermsdorf endeten, fiel 1908 der Beschluss zum viergleisigen Ausbau der Nordbahn bis Hermsdorf. Zwischen Hermsdorf und Oranienburg war weiterhin Mischbetrieb vorgesehen. Die Arbeiten begannen im selben Jahr, verbunden damit war die Hochlegung der Strecke zur Beseitigung der Bahnübergänge. Ab 1910 konnten das neue Vorortgleispaar westlich der Fern- und Gütergleise genutzt werden, ab dem 26. April 1912 standen zwischen Schönholz-Reinickendorf und Hermsdorf vier Gleise zur Verfügung. In Hermsdorf zogen sich die Arbeiten bis zum 25. April 1913 hin. Da der Bahnhof in Hermsdorf weiter nach Norden verschoben werden sollte, um das Villengebiet besser erschließen zu können, musste zunächst der alte Bahnsteig weiter genutzt werden.

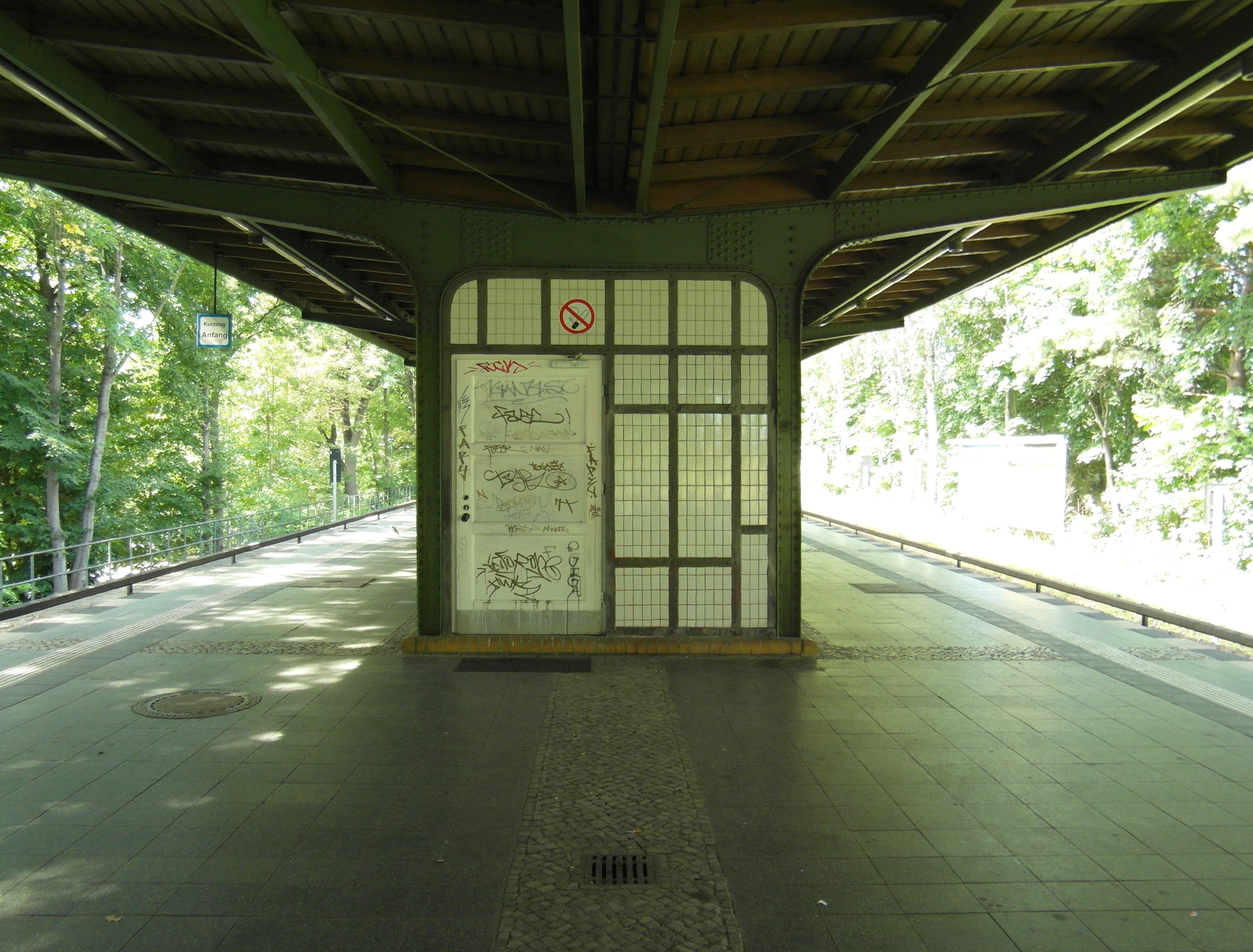
Der ehemals westliche Bahnsteig in Blickrichtung Frohnau, 2012

Nach Abschluss verfügte der Bahnhof über zwei Mittelbahnsteige für den Vorortverkehr und eine nördlich angeschlossene, dreigleisige Kehranlage für aussetzende Züge. Östlich entstanden die Gleise für den Ortsgüterverkehr. Während des Baus forderte der Verkehrsausschuss den Weiterbau der Vorortgleise bis Oranienburg, fortgeführt wurde dieser bis Sommer 1912 zunächst bis Frohnau, wo eine weitere Villenkolonie entstand.
Im Jahr 1918 beschloss die preußische Regierung die Elektrifizierung der drei Berliner Nordstrecken – Stettiner, Kremmener und Nordbahn – letztere bis Hermsdorf. Zunächst wurde dem Wechselstrombetrieb über Oberleitung der Vorzug gegeben. 1922 entschied sich der Freistaat jedoch um zugunsten des Gleichstrombetriebes über seitliche Stromschiene. Zudem sollte der elektrische Betrieb bis nach Oranienburg erweitert werden. Nachdem zunächst die Stettiner Bahn am 8. August 1924 den elektrischen Betrieb – der heutigen S-Bahn – aufnahm, folgte die Nordbahn auf dem Abschnitt Gesundbrunnen – Hermsdorf – Birkenwerder am 5. Juni 1925. Das verbliebene Stück nach Oranienburg folgte am 6. Oktober desselben Jahres. Da die Vorortzüge planmäßig mindestens bis Birkenwerder verkehrten, bestand keine Notwendigkeit für den zweiten Bahnsteig in Hermsdorf mehr. 1934 wurde er abgerissen, die Kehranlage blieb weiterhin bestehen. Da sich die Berliner Stadtgrenze am 1. Oktober 1920 infolge des Groß-Berlin-Gesetzes bis hinter Frohnau ausdehnte, folgte 1937/1938 die Umbenennung in den noch heute gültigen Namen ‚Berlin-Hermsdorf‘.
In den 1940er Jahren war der Bau eines der ersten deutschen Relaisstellwerke für den Bahnhof Hermsdorf vorgesehen. Das von der Firma Pintsch in Zusammenarbeit mit der Reichsbahn entwickelte Stellwerk sollte die bisherige mechanische Sicherungstechnik ersetzen und mittels K44-Relais eine rein elektrische Sicherung der Anlagen ermöglichen. Ein ähnliches Stellwerk der VES war zeitgleich für den Bahnhof Birkenwerder vorgesehen. Die Stellwerke gingen nie in Betrieb, über den genauen Fortschritt der Arbeiten liegen keine Erkenntnisse vor.
Im Juni 1945 wurde der Abschnitt Wilhelmsruh – Birkenwerder auf je ein Gleis für Fern- und S-Bahn-Verkehr reduziert. Da entlang der Strecke keine Ausweichungen zur Verfügung standen, konnten die Züge zunächst nur im Stundentakt verkehren. Erst 1948 konnte der Takt durch zwei zusätzliche Kreuzungsgleise in Waidmannslust und Hohen Neuendorf, neben der vorhandenen Ausweichmöglichkeit in Frohnau, auf 20 Minuten verdichtet werden. Am 18. Mai 1952 stellte die Deutsche Reichsbahn den Fernverkehr auf der Nordbahn innerhalb West-Berlins ein. Nach 1946 ging am Südkopf das Wärterstellwerk Hst in Betrieb. Zwischen 1962 und 1967 nahm die Rbd Berlin die Stellwerke außer Betrieb und stufte die Betriebsstelle zum Haltepunkt herab. Die zweigleisig wieder aufgebaute Kehranlage wurde bis 1982 abgebaut.
Mit dem Bau der Berliner Mauer am 13. August 1961 endeten die S-Bahn-Züge in Frohnau. Trotz der schrumpfenden Fahrgastzahlen infolge des kurz darauf einsetzenden S-Bahn-Boykotts wurde der Betrieb entlang der Nordbahn aufrechterhalten und nach dem Reichsbahnerstreik 1980 fortgeführt. Mit der Übernahme der Betriebsrechte an der S-Bahn durch die Berliner Verkehrsbetriebe (BVG) am 9. Januar 1984 erfolgte die Stilllegung der Strecke; die BVG hatte zu diesem Zeitpunkt kein Konzept für eine Sanierung. Auf Grund von Protesten der ortsansässigen Bevölkerung fand am 1. Oktober 1984 die kurzfristige Wiederinbetriebnahme statt. Ab Ende 1985 fand die überfällige Sanierung unter teilweiser Vollsperrung der Strecke statt. Am 22. Dezember 1986 konnte der letzte Abschnitt von Wittenau (Nordbahn) über Hermsdorf nach Frohnau zweigleisig in Betrieb gehen. Mit der Wiederinbetriebnahme ging ein kleines Relaisstellwerk in Betrieb, wodurch Hermsdorf in Fahrtrichtung Waidmannslust zur Blockstelle wurde. Der Güterbahnhof blieb nach Abschluss der Arbeiten weiterhin außer Betrieb.
Nach der deutschen Wiedervereinigung wurde der S-Bahn-Verkehr über die Berliner Stadtgrenze bis nach Oranienburg am 31. Mai 1992 wieder aufgenommen. Im Oktober 2011 wurde der Abschnitt Schönholz – Frohnau an das elektronische Stellwerk Waidmannslust angeschlossen und das Stellwerk Hf außer Betrieb genommen. Mit der Aufschaltung des eStw war auch die Umstellung der Zugbeeinflussung von der mechanischen Fahrsperre auf ZBS vorgenommen worden. Seit Dezember 2014 erfolgt die Zugabfertigung durch den Triebfahrzeugführer mittels Führerraum-Monitor (ZAT-FM), zuvor war der Bahnhof mit einer örtlichen Aufsicht besetzt.

## Weitere Anlagen

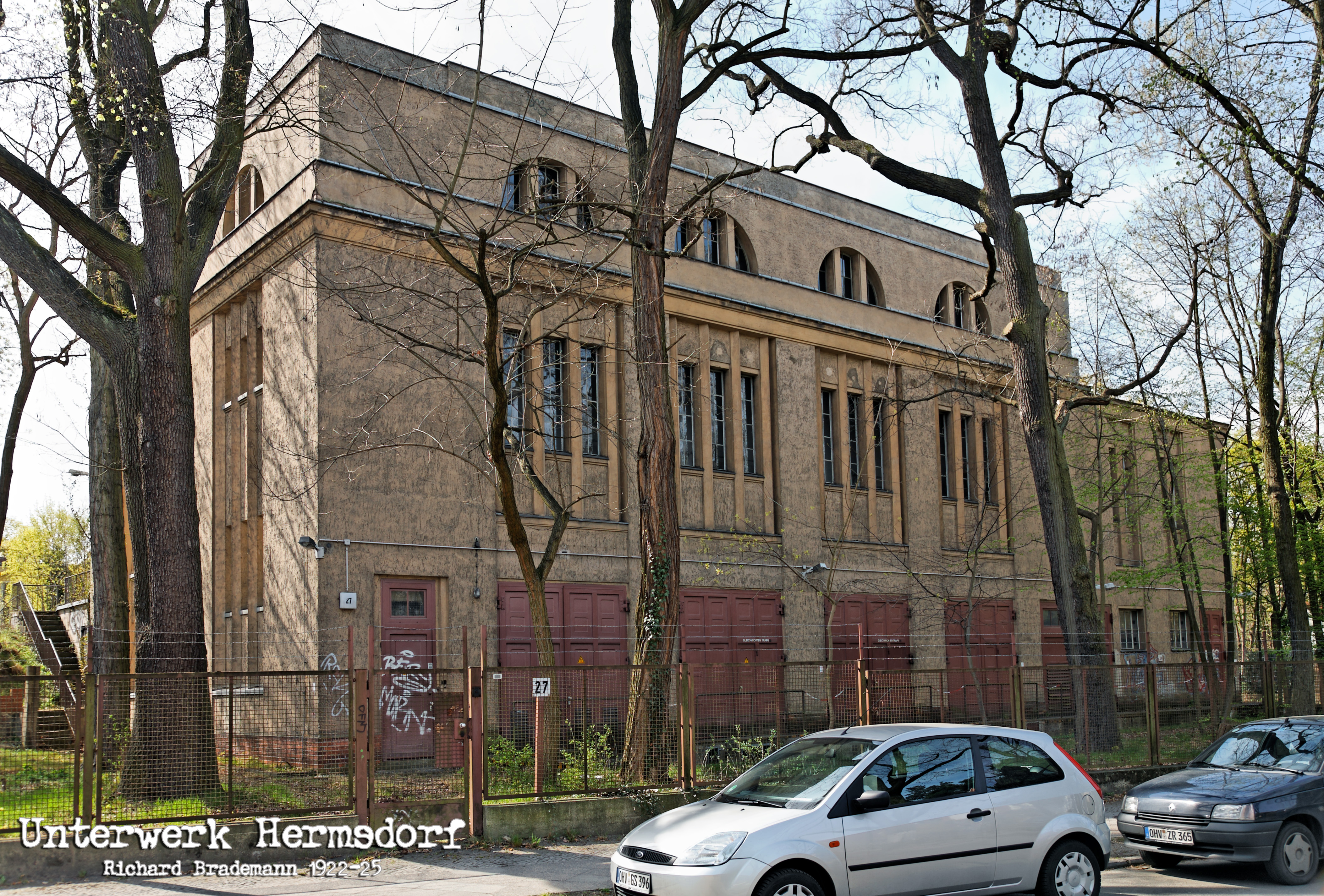
Umformerwerk, 2007

Nördlich des Bahnhofs befindet sich das ehemalige Umformerwerk Hermsdorf. Das denkmalgeschützte Gebäude wurde von Richard Brademann entworfen und in den Jahren 1922 bis 1925 errichtet. Unmittelbar südlich davon wurde 2011 das Stellrechner-Gebäude für das elektronische Stellwerk Waidmannslust errichtet. Östlich der Gleistrasse befindet sich das Gelände des ehemaligen Güterbahnhofs Hermsdorf. Dieser ist heute nicht mehr in Betrieb und weitgehend beräumt. Auf einem Teil der Fläche entlang der Ulmenstraße wurde 2018–2019 ein Senioren- und Pflegeheim errichtet. Vom 1933 stillgelegten Bahnsteig B, östlich des heutigen Bahnsteigs, sind noch die Treppenabgänge erhalten. Der nördliche Abgang dient heute als Zugang zum P&R-Parkplatz.

## Anbindung
Neben der S-Bahn-Linien S1 und S85 halten die Buslinien 326 und N25 der BVG sowie die Linie 806 der Oberhavel Verkehrsgesellschaft am Bahnhofsvorplatz.
| Linie | Verlauf |
| ----- | --- |
|       | Oranienburg – Lehnitz – Borgsdorf – Birkenwerder – Hohen Neuendorf – Frohnau – Hermsdorf – Waidmannslust – Wittenau (Wilhelmsruher Damm) – Wilhelmsruh – Schönholz – Wollankstraße – Bornholmer Straße – Gesundbrunnen – Humboldthain – Nordbahnhof – Oranienburger Straße – Friedrichstraße – Brandenburger Tor – Potsdamer Platz – Anhalter Bahnhof – Yorckstraße (Großgörschenstraße) – Julius-Leber-Brücke – Schöneberg – Friedenau – Feuerbachstraße – Rathaus Steglitz – Botanischer Garten – Lichterfelde West – Sundgauer Straße – Zehlendorf – Mexikoplatz – Schlachtensee – Nikolassee – Wannsee |
|       | Frohnau – Hermsdorf – Waidmannslust – Wittenau (Wilhelmsruher Damm) – Wilhelmsruh – Schönholz – Wollankstraße – Bornholmer Straße – Schönhauser Allee – Prenzlauer Allee – Greifswalder Straße – Landsberger Allee – Storkower Straße – Frankfurter Allee – Ostkreuz – Treptower Park – Plänterwald – Baumschulenweg – Schöneweide (– Johannisthal – Adlershof – Grünau) |